# Cratere Mentor
Mentor è un cratere sulla superficie di Teti.